# Divisaderos
Divisaderos är en kommun i Mexiko.   Den ligger i delstaten Sonora, i den nordvästra delen av landet, 1 500 km nordväst om huvudstaden Mexico City. Antalet invånare är 681. Arean är 618 kvadratkilometer.
Terrängen i Divisaderos är huvudsakligen kuperad, men åt sydost är den bergig.